# Проскурнин, Александр Дмитриевич
Алекса́ндр Проску́рнин (латыш. Aleksandrs Proskurņins; род. 6 августа 1973, Рига) — латвийский футболист, вратарь.

## Карьера
Будучи футболистом Александр Проскурнин выступал за разные клубы высшей и первой лиг Латвии. После завершения карьеры, он стал тренером вратарей в Рижской футбольной школе и в юношеских сборных Латвии разных лет.
1 апреля 2010 года Александр Проскурнин занял пост тренера вратарей и помощника Игоря Степанова в клубе «Ауда». Перед началом сезона 2012 года он присоединился к тренерскому штабу реорганизованной рижской «Даугавы».